# La Alhóndiga (Getafe)

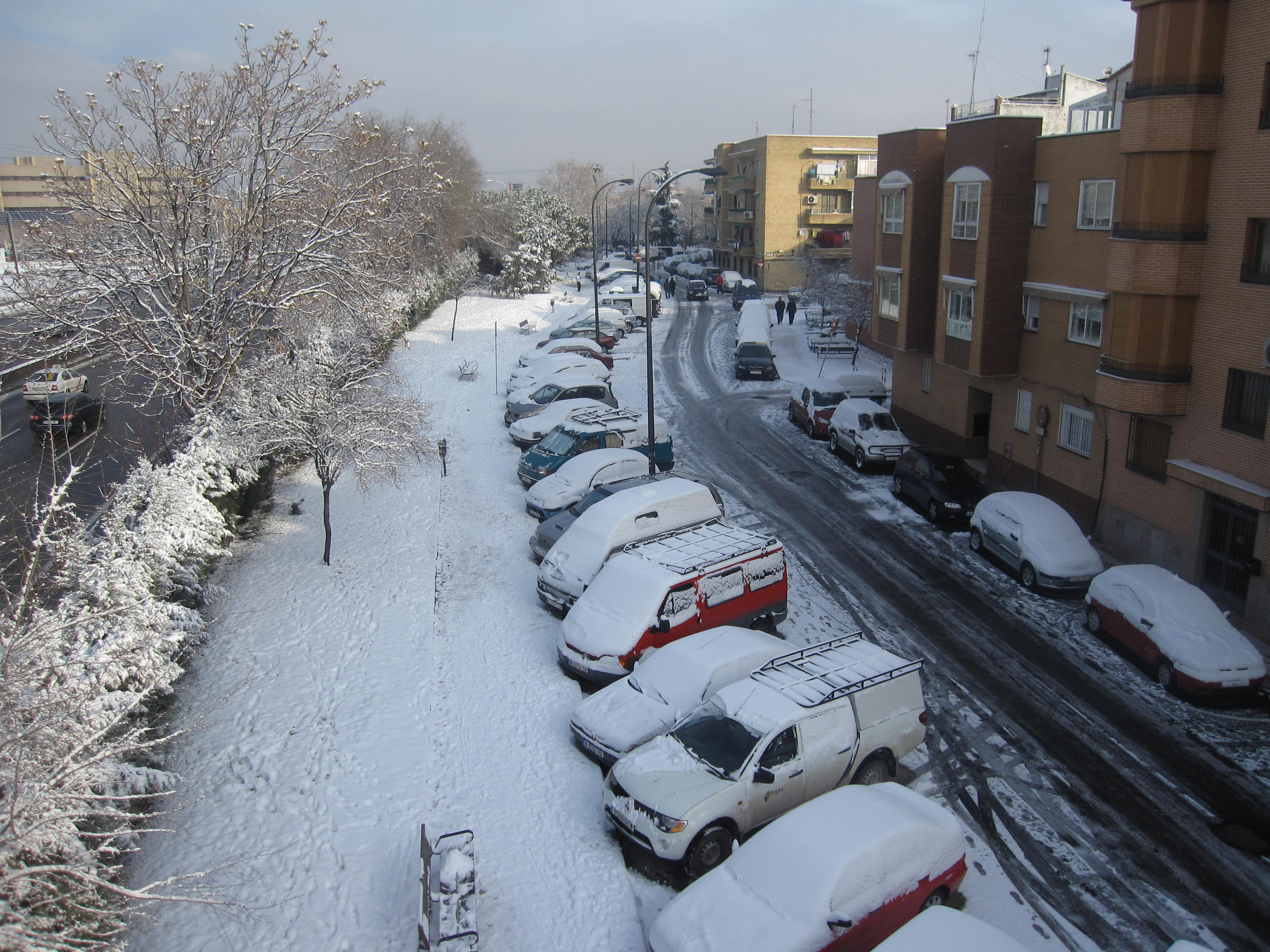
Calle de La Alhóndiga

La Alhóndiga es un barrio de Getafe (Comunidad de Madrid, España). Está situado en la zona centro-oeste de la ciudad, limitando con la autovía de Toledo A-42 y con el barrio Centro por el lado opuesto. Es un barrio cercano al centro, construido a lo largo de la segunda mitad y un cuarto del siglo XX, con numerosas plazas y con un gran parque situado al otro lado de la autovía. En él se ubica el Hospital Universitario de Getafe y dispone de un centro de salud (centro de salud El Greco), también
tiene un equipo de balompié, el Asociación Deportiva Alhondiga, que juega como local en el Giner de los Ríos, a las afueras del barrio. También un centro cívico y dos parroquias. Las estaciones de metro más cercanas son la de Alonso de Mendoza y Getafe Central, pertenecientes a la red MetroSur, y la de Cercanías Getafe Centro, teniendo varias paradas de líneas de autobús que pasan por el barrio.
En la última reorganización de barrios realizada por el Ayuntamiento de Getafe, las zonas residenciales de nueva construcción conocidas como "El Rosón" o "Kelvinator" pertenecen al barrio de La Alhóndiga.

## Servicios
- Centro Cívico de La Alhóndiga situado en la calle Jilguero s/n, depende de la delegación de acción en barrios del Ayuntamiento de Getafe, organizan actividades de todo tipo.

- Parroquias católicas: Parroquia San Rafael Arcángel (plaza Rufino Castro s/n) llevada de la mano de los Hijos de la Caridad. Y la Parroquia de Nuestra Señora de Fátima (calle Lope de Vega, 2). Ambas circunscripciones dependen de la diócesis de Getafe.

En lenguaje coloquial, especialmente entre los más jóvenes, se suele denominar al barrio como ALH, igual que ha ocurrido con otros suburbios de Madrid. Así, Vallecas es VK; Villaverde es VLV; Carabanchel es KRBC; Moratalaz es MTZ; Hortaleza es HTZ; barrio del Pilar es BDP; Valdebebas es VDBB...

## Cultura
En La Alhóndiga está ubicado el Centro Cívico de La Alhóndiga, un edificio multiusos que incluye la Biblioteca Pública Almudena Grandes y un auditorio donde se representan obras de teatro y películas. El Centro Cívico La Alhóndiga es la sede del festival de cine Getafe en Corto (que fue creado por Cortos con Ñ y Comunidad Getafe Media).
En el barrio de La Alhóndiga la cultura está muy arraigada y en este barrio viven muchas personas que trabajan en el sector de la cultura. Además, en La Alhóndiga hay dos librerías y un estudio de música.

## Enlaces externos

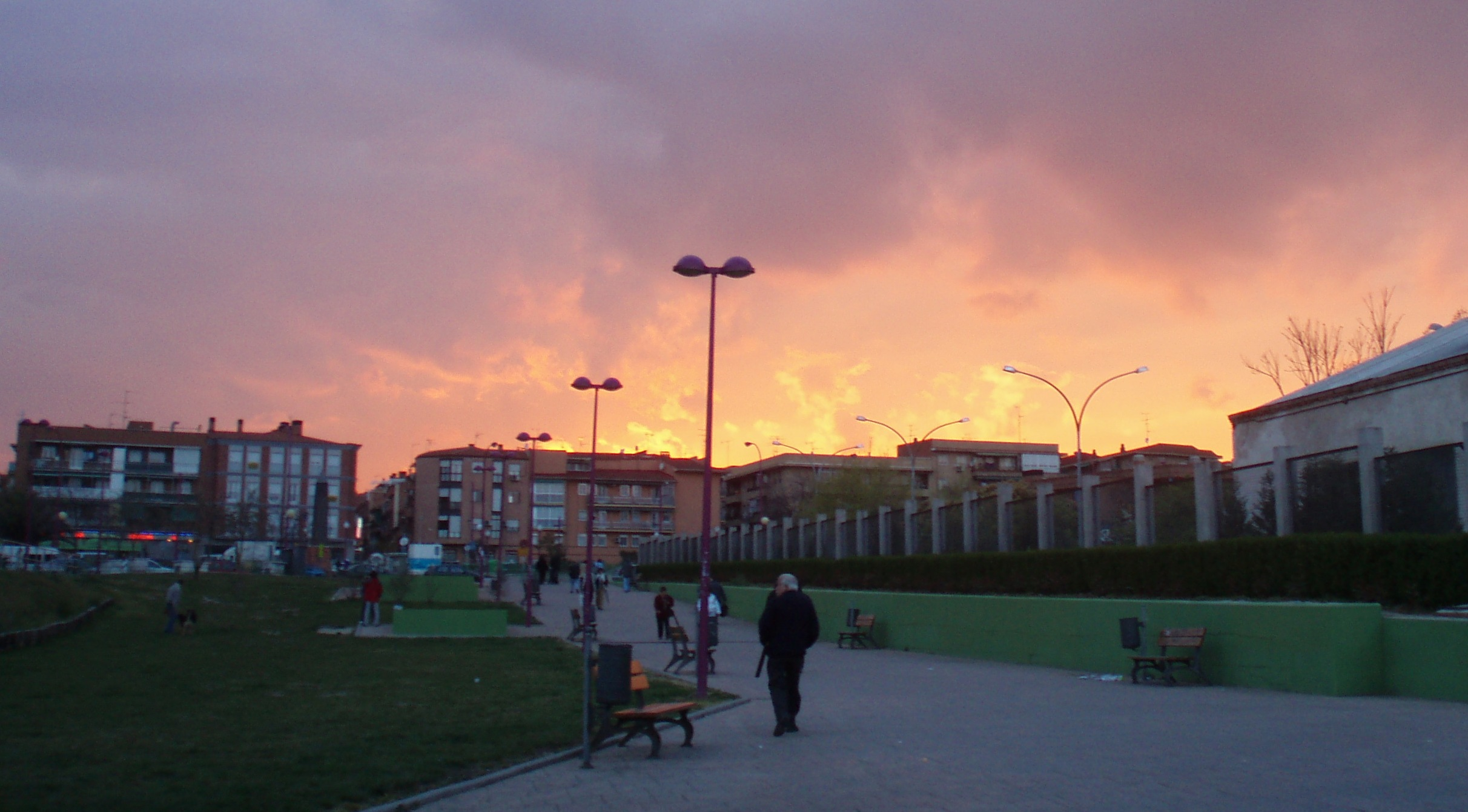
Atardecer en La Alhóndiga